# Finlands adelsförbund
Finlands adelsförbund (finska Suomen aatelisliitto) är en förening för finländsk adel bildad 1925. Föreningens verksamhet omfattar välgörenhet och social verksamhet.